# Exhumálás
Az exhumálás a. m. a halott kiásása (latinul: exhumatio) rövidebb-hosszabb idővel az emberi holttest vagy maradványainak eltemetése után azonosítási vagy bűnügyi okból, vagy más helyen (esetleg díszsírban) történő elhelyezése végett történő kiásását jelenti.

## Története
Fenti okokból már az ókorban is hajtottak végre exhumálást, amikor a holttest nem hamvasztás után került eltemetése helyére.

## Magyarországon
Az exhumálás hazánkban a 19. század végén csakis közigazgatási hatósági engedély alapján történhetett; megtagadandó volt az engedély, ha a kiásás közegészségügyi veszéllyel járónak látszott (1876. XIV. tc. és 1875. évi 25194. sz. belügyminiszteri rendelet). Hogy ki rendelheti el a halott kiásását a büntető bírói- vagy rendőrhatóság, azt a büntetőeljárás és előnyomozásra fennálló szabályok határozzák meg.